# Ruta del vino de Canelones
La Ruta del Vino de Canelones es la denominación que recibe el circuito  vitivinícola y turístico-temático del departamento de Canelones.  

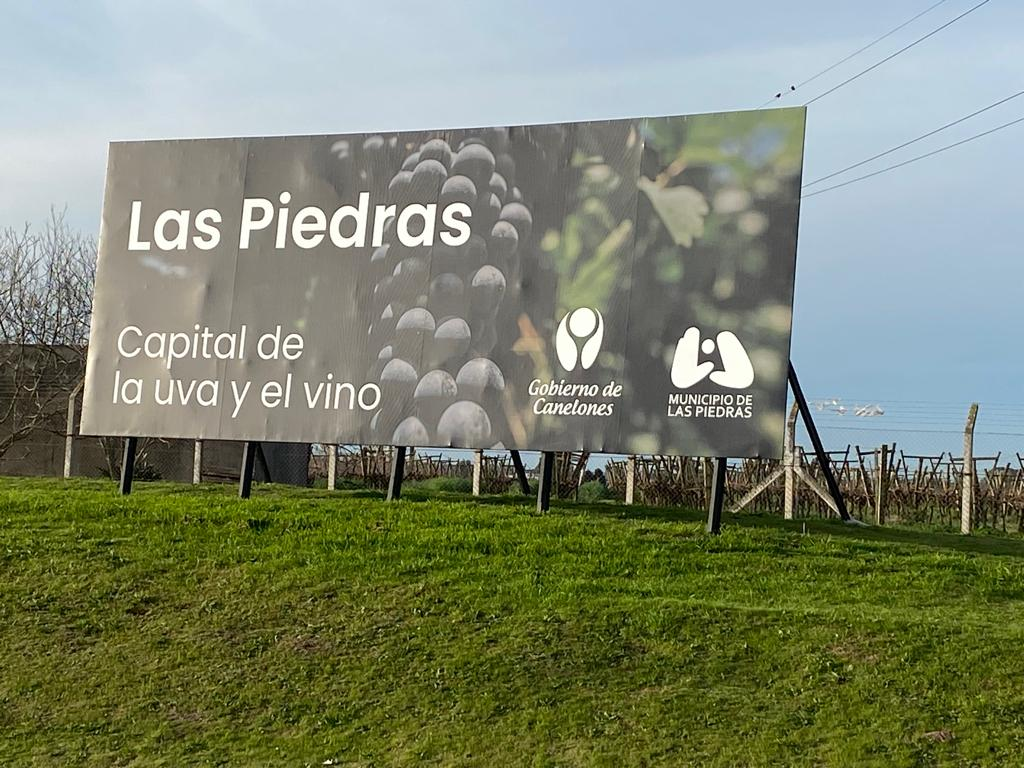
Cartelería indicativa de Las Piedras, Capital de la Uva y el Vino. Ruta 5 y ruta 48.

Canelones es uno de los departamentos con mayor producción vitícola, pero a su vez, dentro del mismo la ciudad de Las Piedras es la que concentra la mayor cantidad de producción vitícola y de bodegas, cono también un fuerte atraigo cultural con dicha actividad.  En el año 2007 fue declarada como Capital de la Uva y el Vino y sede del desfile inaugural de la vendimia a realizarse de forma anual en el mes de marzo, por la Ley N° 18.088. 
Está ubicada a veintitrés kilómetros  de Montevideo, y a treinta minutos del puerto de Montevideo como del aeropuerto internacional de Carrasco. En el circuito se puede observar, comprender y conocer la historia, el desarrollo y el funcionamiento actual de la actividad vitivinícola de la región.

## Recorrido
El área se delimita a partir de su centro en la ciudad de Las Piedras, y se extiende desde el eje de la ruta 5 y la ruta 48, en dirección oeste por esta última. En este punto se encuentra la Escuela Superior de Vitivinicultura y el Museo de la Uva y el Vino. Continuando el camino por la ruta 48, se accede a las primeras bodegas enoturísticas. Una segunda opción es continuar el recorrido por la ruta 5 y acceder a los diferentes establecimientos que se ubican en su entorno. [cita requerida]

## Reseña histórica
La región que comprende la zona oeste del departamento de Canelones y el norte del departamento de Montevideo ha constituido el centro histórico de la actividad vitivinícola del país, por lo menos a partir del siglo XIX. Es en la segunda mitad de ese siglo que la producción alcanzó una escala industrial. A comienzos de la década de 1870, el comercio vinícola estaba centrado en los vinos de mesa franceses, en su mayoría de Burdeos, que constituían alrededor del 50 % de las bebidas importadas para el consumo interno de Uruguay, seguidos de lejos por los vinos españoles, en su mayoría manejados por el comercio catalán.
Por otra parte, la llegada de una inmigración masiva de origen mediterráneo, con una sólida cultura vinícola, significó la expansión del mercado interno y la introducción de conocimientos en el cuidado y cultivo de la vid.
La industria vitivinícola permitió, a su vez, el desarrollo y expansión de otras industrias derivadas, como destilados y licores, vinagre, jugos y pasas de uva, abono para suelo y combustible para calderas a base de orujo, e incluso cosmética y aceite de semillas.[cita requerida]
En 1878 y como resultado de sus experiencias, Francisco Vidiella logró adaptar la primera variedad de vid al clima del país: la folle noire francesa. Poco tiempo después, Pascual Harriague haría lo mismo con una variedad de origen francés: el tannat. Tan importantes fueron, que estas variedades fueron nombrada  con el nombre de sus respectivos propagadores.
La concentración de las inversiones en Montevideo y Canelones crearon una macrorregión vitivinícola en el sur del país, dependiente de la capital. Montevideo jugaba un papel central tanto en el consumo como en términos de decisiones políticas. En 1930, estos dos departamentos concentraban el 80% de los viñedos del país. Dentro de Montevideo, las zonas vitícolas más importantes eran Peñarol, Manga, Colón y Melilla.

## Impacto regional y nacional
De los 1.500 viñedos que funcionan en Uruguay, 804 viñedos funcionan en el departamento (66%), 3.958 hectáreas (66%) en 925 establecimientos (67%). Además del funcionamiento de 82 bodegas (50,1% del total), que producen 31.138.555 litros (61,9% del total), lo que lo convierte en  el departamento de mayor producción de todas las variedades (tinto, clarete, blanco y rosado).
Para Canelones la vitivinicultura es importante también en la generación de empleo, ya que con un 7% es la tercera fuente laboral dentro de su población rural (la primera es la ganadería con 35% y la segunda la horticultura con 22%); y para el Municipio de Las Piedras es la primera.
La vitivinicultura se destaca por su mano de obra intensiva, mientras el sector agrícola utiliza un trabajador cada siete hectáreas, las exigencias del viñedo requieren un trabajador por hectárea.[cita requerida]
Esta región a su vez, por encontrarse comprendida dentro del Área metropolitana de Montevideo, ha tenido una fuerte expansión en lo que respecta a servicios  culturales y hoteleros de Montevideo, en el turismo de bodegas. Actualmente entre el departamento de Montevideo y Canelones  alrededor de diecisiete bodegas han adaptado sus instalaciones a modo de consolidarse como bodegas enoturísticas.  

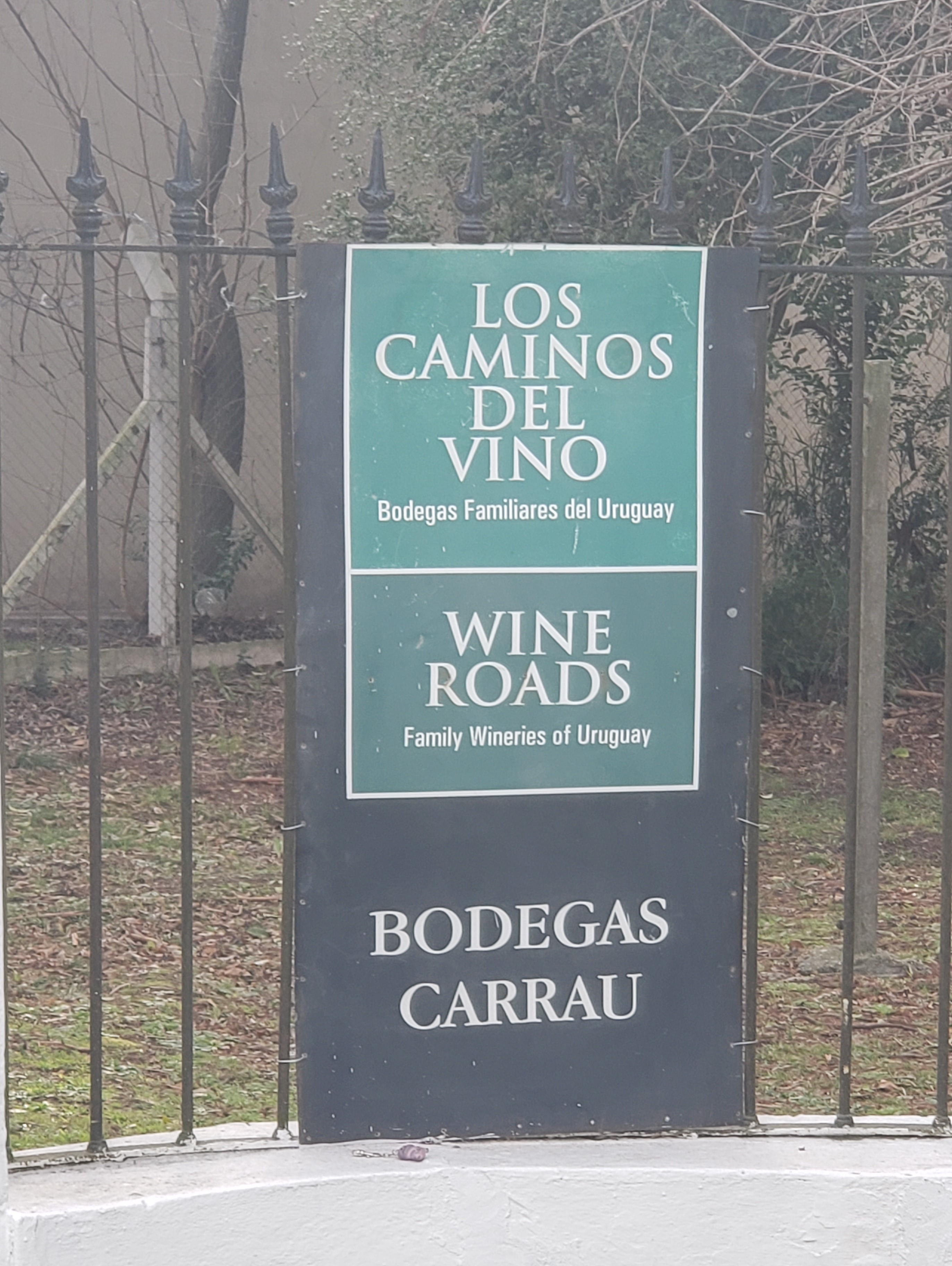
Cartelería de los caminos del vino en Canelones.

## El viñedo uruguayo
El viñedo de Uruguay está entre los 30° y los 35° de latitud sur y comprende unas 6000 hectáreas, distribuidas en explotaciones de pequeño tamaño. Aunque la superficie plantada ha disminuido en la última década, siguiendo una tendencia mundial, la producción ha ido en aumento. Las tres cuartas partes de los vinos producidos en Uruguay son tintos, pero los blancos también destacan por su calidad.
La mayor parte de nuestros viñedos están plantados con el sistema de espaldera baja, una parte con el sistema de lira y un pequeño porcentaje está plantado en parral. Poco más de la cuarta parte de nuestros viñedos se destina a la variedad tannat. Aunque también se destina a otras variedades tintas como el moscatel de Hamburgo, Merlot, Cabernet sauvignon y Cabernet franc. Mientras que entre las cepas blancas destacan: Ugni blanc, Sauvignon blanc y Chardonnay. Las dos cepas que han experimentado mayor crecimiento, configurando nuevas tendencias, son la tinta Marselán y la blanca Albariño.
La región metropolitana, en los departamentos de Montevideo, Canelones y San José, concentra el 85% de los viñedos y el 70% de las bodegas del país. Se asienta sobre una gran cuenca hidrográfica, con un clima de alta influencia marítima y suelos moderadamente profundos y de textura liviana, en general arcilloso-calcáreos y francoarenosos, con zonas de granito. Hay una gran diversidad de estilos de producción. [cita requerida]

## Relevancia institucional
Además de esta concentración productiva, el sector vitivinícola a escala nacional centraliza en el Municipio de Las Piedras:[cita requerida]
- Instituto Nacional de Vitivinicultura (INAVI).
- Centro de Viticultores del Uruguay (CVU).
- Asociación Enólogos del Uruguay (AEU).
- Escuela Superior de Vitivinicultura (formación terciaria - UTU/ANEP).
- Museo de la Uva y el Vino
- Fiesta Nacional de la Vendimia (1° fin de semana de marzo).
- Fiesta Capital de la Uva y el Vino (2° fin de semana de noviembre).

## Bodegas
Esta lista es actualizada periódicamente por un bot usando los contenidos de Wikidata, por lo que cualquier cambio manual se perderá.
| Bodega              | Dirección/Ubicación                              | Localidad          | Inicio de actividades | Variedades plantadas | Superficie cultivada                                                                         | Servicios                                                       |
| ------------------- | ------------------------------------------------ | ------------------ | --------------------- | --- | -------------------------------------------------------------------------------------------- | --------------------------------------------------------------- |
| Antigua Bodega      | Ruta 5 km 20 Santos Lugares                      | La Paz             | 1928                  | Tannat Merlot |                                                                                              | visita guiada degustación gastronomía                           |
| Artesana            | Ruta 48 Km 3.600                                 | Las Brujas         |                       | Tannat Merlot Cabernet Franc Zinfandel Chardonnay Petit manseng |                                                                                              | visita guiada degustación                                       |
| Bodega Bouza        | Camino La Redención 7658 bis                     | Melilla            |                       | Tannat Pinot Liébault Chardonnay Merlot Albariño Tempranillo Semillón Riesling | 10.4 — Melilla 15.4 — Las Violetas 7.5 — Pan de Azúcar 6.1 — Las Espinas 4.8 — Canelón Chico | visita guiada degustación gastronomía                           |
| Bodega J. Chiapella | Ruta 6 km 29.800                                 | Cuchilla de Rocha  | 1959                  | Moscatel de Alejandría Trebbiano Chardonnay Moscato giallo Merlot Tannat Cabernet Sauvignon Cabernet Franc Marselan Arinarnoa Garnacha tintorera Moscatel negro                      |                                                                                              | visita guiada degustación                                       |
| Carrau              | César Mayo Gutiérrez 2556                        | Villa Colón        | 1976                  | |                                                                                              | visita guiada degustación gastronomía                           |
| Casa Grande         | Camino de los Horneros y Lucchese                | Rincón de Carrasco | 1976                  | |                                                                                              | visita guiada degustación lugar para eventos restaurante        |
| Castillo Viejo      | Ruta 68 Km 24                                    | Las Piedras        | 1927                  | Sauvignon Chardonnay Viognier Tannat Cabernet Franc Merlot Cabernet Sauvignon Tempranillo Pinot Liébault Marselan Gewürztraminer                                                     |                                                                                              | visita guiada degustación lugar para eventos                    |
| Dardanelli          | Camino de Los Molinos 3242                       |                    | 1949                  | Tannat moscatel |                                                                                              | visita guiada degustación                                       |
| De Lucca            | Ruta 48 km 13.100                                | El Colorado        | 1945                  | Tannat Merlot Shiraz Cabernet Sauvignon Cabernet Franc Nero d'Avola Sangiovese Pinot Liébault Petit Verdot Sauvignon Chardonnay Marsanne Roussanne Gewürztraminer Trebbiano Viognier |                                                                                              | visita guiada degustación                                       |
| De los Vientos      | Ruta 11 km 162                                   | Atlántida          | 1920                  | |                                                                                              | gastronomía visita guiada degustación                           |
| H. Stagnari         | Ruta 5 km 20                                     | La Paz             |                       | Tannat Chardonnay Viognier Gewürztraminer |                                                                                              | visita guiada degustación lugar para eventos restaurante        |
| Juanicó             | Ruta 5 Km 38,200                                 | Juanicó            | 1830                  | Sauvignon Chardonnay Sauvignon gris Viognier Tannat Merlot Cabernet Sauvignon Cabernet Franc Marselan Syrah Pinot Liébault Petit Verdot                                              |                                                                                              | visita guiada degustación gastronomía lugar para eventos        |
| Marichal            | Ruta 64 km 48,5. Acceso a través de ruta 5 km 39 | Etchevarría        |                       | Tannat Merlot Cabernet Sauvignon Pinot Liébault Chardonnay Semillón Sauvignon |                                                                                              | visita guiada degustación                                       |
| Moizo               | Ruta 5 Km 34.200                                 | Progreso           | 1954                  | |                                                                                              | visita guiada degustación gastronomía lugar para eventos        |
| Pizzorno            | Ruta 32 Km 23, Continuación Camino Mendoza       | Canelón Chico      | 1910                  | Tannat Cabernet Sauvignon Cabernet Franc Petit Verdot Merlot Pinot Liébault Malbec Arinarnoa Marselan Sauvignon Chardonnay Moscatel negro                                            |                                                                                              | visita guiada degustación lugar para eventos restaurante posada |
| Spinoglio           | Av. Don Pedro de Mendoza 8238                    | Montevideo         | 1961                  | |                                                                                              | visita guiada degustación lugar para eventos restaurante posada |
| Viña Varela Zarranz | Ruta 74, km 29                                   | Joaquín Suárez     | 1933                  | Tannat Cabernet Sauvignon Cabernet Franc Marselan Merlot Chardonnay Sauvignon Viognier Moscatel de grano menudo                                                                      |                                                                                              | visita guiada degustación lugar para eventos restaurante        |

∑ 17 items.